# Ugo (provincie)

Kaart van de voormalige Japanse provincies met Ugo in het rood

Ugo (Japans: 羽後国, Ugo no kuni) is een voormalige provincie van Japan, gelegen in de huidige prefectuur Yamagata.

## Geschiedenis
- 7 december, 1868 (19 januari, 1869 volgens de gregoriaanse kalender) De provincie Ugo wordt opgericht uit de provincie Dewa met 8 districten
- 1872 Een census schat de bevolking op 630,036

## Heerlijkheden (tot 1871)
- Kabota (久保田藩) /Akita (秋田藩) (1602–1871)
  - Iwasaki (岩崎藩) /Kubota-Shinden (久保田新田藩) /Akita-Shinden (秋田新田藩) (1701–1871)
- Kameda (亀田藩; 1623–1871)
- Honjō (本荘藩; 1623–1871)
- Yashima (矢島藩; 1640–1871)

## Districten (na 1871)
- Akita (秋田郡)
- Akumi (飽海郡)
- Hiraka (平鹿郡)
- Kawabe (河辺郡)
- Ogachi (雄勝郡)
- Semboku (仙北郡)
- Yamamoto (山本郡)
- Yuri (由利郡)

Aki · Awa (Kanto) · Awa (Shikoku) · Awaji · Bingo · Bitchu · Bizen · Bungo · Buzen · Chikugo · Chikuzen · Chishima · Dewa · Echigo · Echizen · Etchu · Fusa · Harima · Hi · Hida · Hidaka · Higo · Hitachi · Hizen · Hoki · Hyuga · Iburi · Iga · Iki · Inaba · Ise · Ishikari · Iwaki (718) · Iwaki (1868) · Iwami · Iwase · Iwashiro · Iyo · Izu · Izumi · Izumo · Kaga · Kai · Kawachi · Kazusa · Keno · Kibi · Kii · Kitami · Koshi · Kozuke · Kushiro · Mikawa · Mimasaka · Mino · Musashi · Mutsu · Nagato · Nemuro · Noto · Oki · Omi · Oshima · Osumi · Owari · Rikuchu · Rikuzen · Riukiu · Sado · Sagami · Sanuki · Satsuma · Settsu · Shima · Shimōsa · Shimotsuke · Shinano · Shiribeshi · Suo · Suruga · Suwa · Tajima · Tamba · Tane · Tango · Teshio · Tokachi · Tosa · Totomi · Toyo · Tsukushi · Tsushima · Ugo · Uzen · Wakasa · Yamashiro · Yamato · Yoshino